# 7-Hydroxymitragynin
7-Hydroxymitragynin (7-HMG) ist ein Metabolit und Oxidationsprodukt des Kratomalkaloids Mitragynin. Es ist ein atypisches Opioid mit schmerzstillender Wirkung.

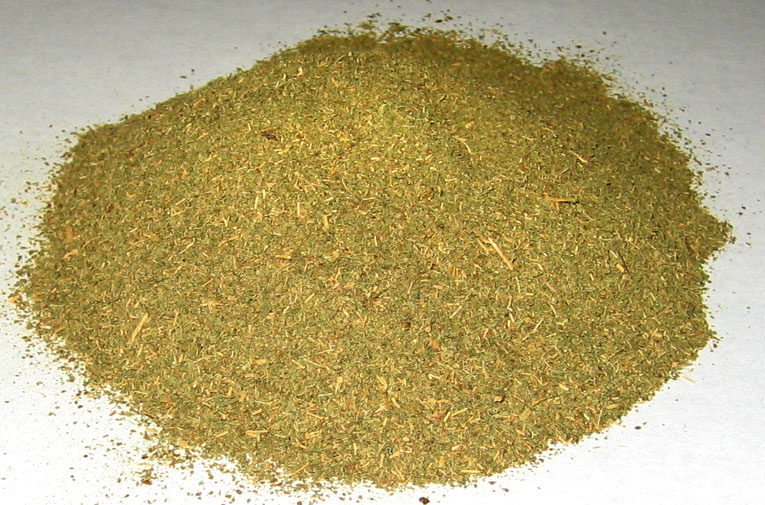
Mahlgut luftgetrockneter Kratomblätter

## Pharmakologie
Im Kratombaum wurde 7-Hydroxymitragynin bislang nicht nachgewiesen. In Analysen von frischen Kratomblättern blieb der Gehalt unterhalb der Nachweisgrenze. In Kratomprodukten, welche während der Verarbeitung der Luftoxidation ausgesetzt waren, fand sich 7-HMG mit bis zu zwei Prozent des Gesamtalkaloidgehalts.
Kruegel et al. beschreiben 7-HMG als Partialagonisten am μ-Opioidrezeptor (hMOR1, EC50 = 34,5 nM, Emax = 47 %). Es wirkt dabei spezifisch über den G-Protein-Signalweg, ohne β-Arrestin2 zu binden.
7-HMG dringt weniger gut ins Gehirn ein als Mitragynin.
Die Plasmaproteinbindung wird mit 90 % angegeben.
Im Menschen wird es metabolisiert zu Pseudoindoxylmitragynin.